# Gentiane jaune
Gentiana lutea
Pour la Grande gentiane du Canada, voir Gentianopsis virgata.
Espèce
Classification phylogénétique
La gentiane jaune (Gentiana lutea), encore appelée grande gentiane, est une espèce de plantes de la famille des Gentianaceae, originaire d'Europe méridionale et d'Asie mineure, présente notamment dans divers massifs montagneux européens, dont les Alpes, le Massif central, le Jura, les Pyrénées et les Vosges. Elle a aussi été observée en 2013 dans les hautes Ardennes belges.
La gentiane jaune est aussi appelée gentiane officinale, jouvansanne, quinquina d'Europe, quinquina des pauvres, lève-toi-et-marche, jansonna, bananier des Alpes et quinquina indigène.
On considère que cette plante fait partie de la flore obsidionale de France.

## Description

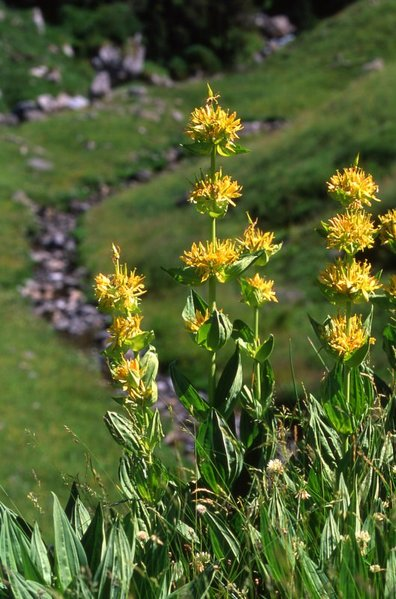
Gentiana lutea dans son milieu.

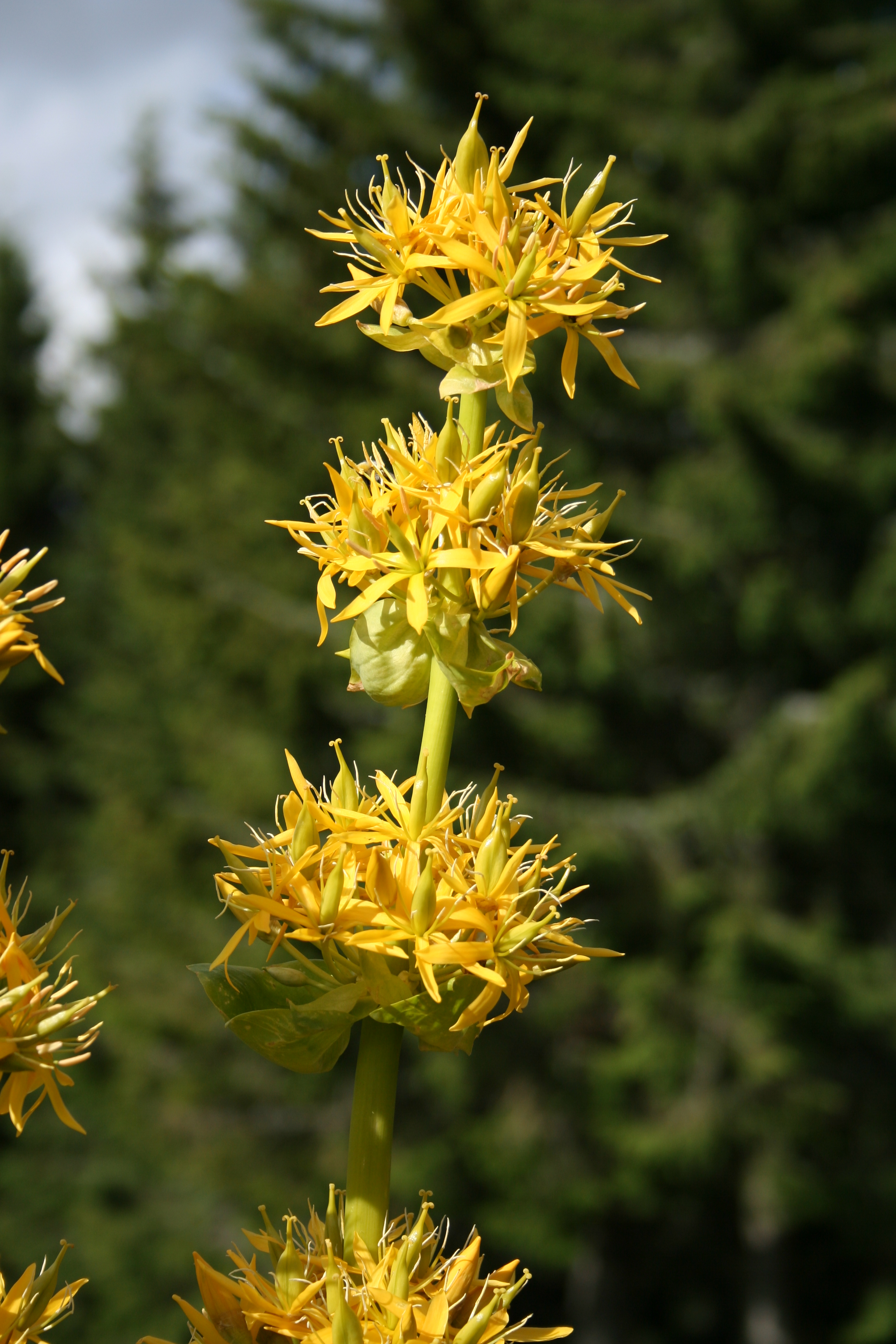
Gentiana lutea.

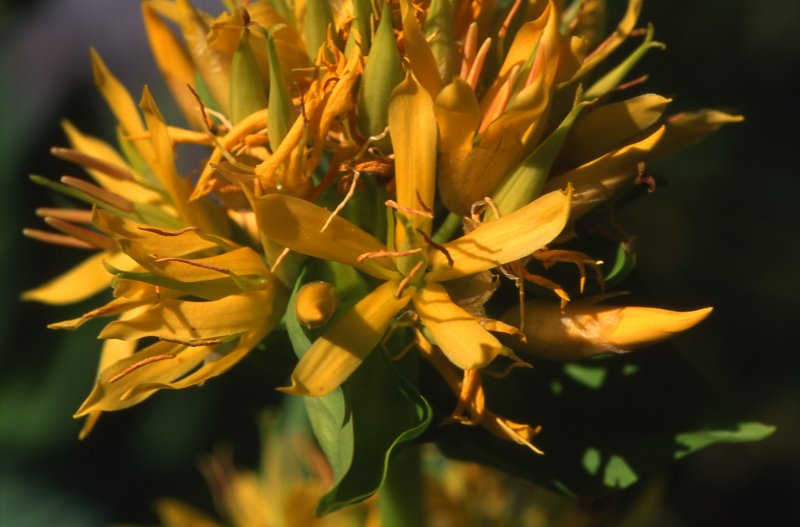
Gentiana lutea.

Grande herbe robuste et vivace, elle peut vivre 50 ans et met 10 ans pour fleurir la première fois. Sa taille est d'environ 1,50 m et ses fleurs sont de couleur jaune. Les feuilles sont opposées et nervurées. Elles sont pétiolées à la base et sessiles embrassantes sur la tige. Les grandes fleurs jaunes sont serrées à la base des feuilles supérieures. La corolle est divisée en 5 à 9 lobes presque jusqu'à la base.
Elle est parfois confondue avec le vérâtre blanc (ou hellébore blanc), qui est violemment toxique, mais dont les fleurs sont blanches et les feuilles alternées, alors que les fleurs de la gentiane sont jaunes et les feuilles opposées.

## Caractéristiques
Source
Organes reproducteurs
- Type d'inflorescence : glomérule
- Répartition des sexes : hermaphrodite
- Type de pollinisation : entomogame
- Période de floraison : juin à août

Graine
- Type de fruit : capsule
- Mode de dissémination : anémochore

## Distribution et habitat
Sa distribution mondiale est l’Europe centrale et méridionale.
En Suisse, on la trouve dans le Jura, les Alpes et les Préalpes.
Habitat et répartition
- Habitat type : pelouses acidophiles montagnardes à subalpines[réf. nécessaire]

## Taxinomie

### Synonymes
Selon The Plant List (1 juin 2022) :
- Asterias hybrida G.Don
- Asterias lutea (L.) Borkh.
- Coilantha bilobal  Bercht. & J.Presl
- Gentiana major Bubani
- Gentianusa lutea (L.) Pohl
- Lexipyretum luteum Dulac
- Swertia lutea Vest ex Rchb.

### Sous-espèces et variétés
Selon NCBI (1 juin 2022) :
- sous-espèce Gentiana lutea subsp. lutea
  - variété Gentiana lutea var. aurantiaca (M.Lainz) M.Lainz, 1993
  - variété Gentiana lutea var. lutea
- sous-espèce Gentiana lutea subsp. symphyandra (Murb.) Hayek
- sous-espèce Gentiana lutea subsp. vardjanii Wraber

## Propriétés
La plante est connue depuis des temps très anciens pour ses propriétés apéritives. Elle entrait dans la composition de la thériaque. Sa forte racine, qui contient des glucosides amers, sert à fabriquer des boissons apéritives très réputées.
Il faut signaler une liliacée très toxique, le vérâtre blanc (ou hellébore blanc), qui ressemble beaucoup à la gentiane jaune et pousse dans les mêmes stations que cette dernière. Il y a donc risque de confusion au moment de la récolte, mais ses feuilles sont alternées et ses fleurs sont blanches.

## Usages
Le rhizome et les racines sont utilisés en phytothérapie comme le laissent supposer ses nombreux noms vernaculaires. Mais la gentiane est surtout utilisée dans des apéritifs comme la liqueur de gentiane (Suze, Salers, Avèze, etc.) ou l'alcool de gentiane, Bière de Fleurac, et le Picon, auxquels elle apporte son amertume.
Il faut attendre sept à dix ans avant de pouvoir les récolter. La récolte est réalisée essentiellement dans le Massif central par les « gençanaïres ». À l'aide d'une fourche spéciale appelée « fourche du diable », ils peuvent extraire plus de 200 kg de racines par jour. C'est un travail pénible qui s'effectue de mai à octobre.
Ce sont près de 1 000 à 1 500 tonnes qui sont utilisées chaque année pour satisfaire les besoins de l'artisanat et de l'industrie. En volume, la gentiane est une des trois premières plantes médicinales et aromatiques utilisées en France et ses applications sont nombreuses (pharmacie et médecine humaine et vétérinaire, boissons et spiritueux, cosmétique, fabrication d'arômes et d'extraits, gastronomie…).

## Utilisations traditionnelles
Source
La gentiane jaune est utilisée :
- comme tonique digestif,
- pour stimuler l'appétit,
- pour faciliter la digestion,
- comme roborant,
- pour traiter la dyspepsie atonique,
- pour traiter l'atonie gastro-intestinale,
- pour traiter la dyspepsie,
- comme anti-scrofuleux,
- pour diminuer la diarrhée,
- comme sialogogue,
- comme amer digestif,
- comme antiémétique,
- pour soigner la fatigue due aux maladies chroniques,
- pour soulager l'épuisement,
- pour traiter contre les vers, comme anthelminthique,
- comme antiseptique,
- pour élaborer des liqueurs de gentiane et apéritifs amers.

## Hybrides
Dans les Pyrénées, elle s'hybride avec la gentiane de Burser (endémique) pour former la gentiane de Marcailhou. Dans les Alpes, d'autres hybrides sont observés également avec la gentiane pourpre, la gentiane ponctuée et la gentiane de Hongrie.

## Exploitation en France
Une association européenne, le Cercle européen d'étude des gentianacées, regroupe l'ensemble des professionnels et des particuliers autour de la filière gentiane en France. Il existe également une revue éditée par cette association.

## Statut et protection
L'espèce est classée sur la liste rouge de l'INPN en région Champagne-Ardenne,. 
L'espèce fait aussi l'objet de plusieurs restrictions concernant la cueillette dans différentes zones du territoire français.